# الدوري الشمالي الممتاز 1989–90
الدوري الشمالي الممتاز 1989–90 هو موسم من دوري الشمال الممتاز ‏. فاز فيه Colne Dynamoes F.C. ‏.